# Megalotremis flavovulcanus
Megalotremis flavovulcanus är en svampart som först beskrevs av Komposch, och fick sitt nu gällande namn av Aptroot. Megalotremis flavovulcanus ingår i släktet Megalotremis och familjen Trypetheliaceae.   Inga underarter finns listade i Catalogue of Life.